# Саратовський (Кабардино-Балкарія)
Саратовський (рос. Саратовский) — хутір у Прохладненському районі Кабардино-Балкарії Російської Федерації.
Орган місцевого самоврядування — сільське поселення Черніговське. Населення становить 387 осіб.

## Історія
Згідно із законом від 27 лютого 2005 року органом місцевого самоврядування є сільське поселення Черніговське.

## Населення
| 1926 | 1970 | 2002 | 2010 |
| ---- | ---- | ---- | ---- |
| 211  | ↗448 | ↘393 | ↘387 |